# Senescalado de Came
El senescalado de Came era un pequeño senescalado (o quizá dos, según Anne Zink) que agrupaba bajo el Antiguo Régimen varias parroquias de las cercanías de Bidache, a una treintena de kilómetros al este de Bayona. Su jurisdicción se confunde en términos generales con la del Ducado de Agramont. Su historia se conoce solo en parte, por haber ardido los archivos del senescalado en la Revolución francesa.

## Historia
Cuando el rey Carlos IX creó en 1563 el condado de Guiche en las tierras de Agramont, determinó "crear, erigir y establecer un senescal y una sede de senescal en dicho lugar de Guiche (...) el cual (...) conocerá de todas causas civiles y criminales de todo el dicho condado de Guiche".
En una fecha ulterior, la sede del senescalado se trasladó a Came. Según Jacques Robert, el tribunal de la corte tenía su sede en el castillo, y el auditorio de la corte en un edificio llamado "la Grand'Maison" situado a la otra orilla del Bidouze, en el barrio de la Herrería.
En el intervalo, Anne Zink señala la existencia de archivos que arguyen en 1684 y 1685 una corte ordinaria en Guiche, sin poder elucidar con certeza la relación de esta corte con el senescalado. Por su parte, Jacques Robert apunta que está atestiguado que en 1712 el senescalado residía en Bergouey, y que volvió a Came a mediados del siglo XVIII.

## La hipótesis de un senescalado doble
Mientras que Jacques Robert no distingue más que un senescalado de Came, que para él "parece haber funcionado simultáneamente en dos lugares diferentes", Anne Zink propone otra interpretación que distingue dos senescalados, uno en Francia y otro en Navarra.
En esta versión, el senescalado de Came propiamente dicho no cubría más que las siete parroquias del Ducado de Agramont situadas en Francia: las tres parroquias labortanas de Bardos, Guiche y Urt y las cuatro parroquias gasconas de Sames, Léren, Saint-Pé-de-Léren y Came, con excepción del barrio de la Herrería en Came, que era navarro. El duque de Agramont era allí el único señor justiciero; la jurisdicción de apelación era el Parlamento de Burdeos (o para las causas menores el présidial de Dax).
Otro senescalado era competente para las tierras navarras del ducado de Agramont y se estendía en consecuencia por Bergouey, Viellenave-sur-Bidouze, Charritte y el barrio de la Herrería de Came.
- Datos: Q3035038